# Daniel Mendelsohn
Daniel Adam Mendelsohn (Long Island, 16 aprile 1960) è uno scrittore, grecista e saggista statunitense.

## Biografia
Daniel Mendelsohn è nato a Long Island, nello Stato di New York, il 16 aprile 1960. Docente di letteratura greca al Bard College, è un collaboratore regolare dei periodici New Yorker, New York Review of Books e del quotidiano New York Times. Critico letterario, è autore di saggi e memoir tradotti in più di quindici lingue e nel 2012 è stato eletto membro dell'American Academy of Arts and Sciences.
Tra i riconoscimenti ottenuti, si ricorda il Prix Médicis étranger del 2007 ottenuto con il romanzo Gli scomparsi che narra la ricerca dell'autore dei membri della sua famiglia uccisi nell'Est della Polonia durante la seconda guerra mondiale. Nel 2025 pubblica una nuova traduzione in inglese dell'Odissea, edita dalla Chicago University Press. È dichiaratamente gay.

## Opere (parziale)
- The Elusive Embrace: Desire and the Riddle of Identity (1999)
- Gender and the City in Euripides' Political Plays (2002)
- Gli scomparsi (The Lost: A Search for Six of Six Million, 2006), Vicenza, Neri Pozza, 2007 traduzione di Giuseppe Costigliola ISBN 978-88-545-0225-3. - Nuova ed. - Torino, Einaudi, 2018 (stesso traduttore) ISBN 978-88-06-23736-3.
- Bellezza e fragilità (How Beautiful It Is And How Easily It Can Be Broken), Vicenza, Neri Pozza, 2008 traduzione di Luca Briasco ISBN 978-88-545-0372-4.
- C. P. Cavafy: Collected Poems (2009) (Konstantinos Kavafis)
- C. P. Cavafy: The Unfinished Poems (2009) (Konstantinos Kavafis)
- Waiting for the Barbarians: Essays from the Classics to Pop Culture (2012)
- Un'Odissea: un padre, un figlio e un'epopea (An Odyssey: A Father, a Son, and an Epic, 2017), Torino, Einaudi, 2018 traduzione di Norman Gobetti ISBN 978-88-06-23148-4.
- Estasi e terrore: dai Greci a Mad Men (Ecstasy and Terror: From the Greeks to Game of Thrones, 2019), Torino, Einaudi, 2024 traduzione di Norman Gobetti ISBN 978-88-06-23151-4.
- Tre anelli. Una storia di esilio, narrazione e destino (Three rings: a tale of exile, narrative and fate, 2020), Torino, Einaudi, 2021 traduzione di Norman Gobetti ISBN 978-88-06-24902-1.

## Premi e riconoscimenti
- Guggenheim Fellowship: 2005
- National Book Critics Circle Award: 2006 vincitore nella sezione "Memorie/Autobiografie" con Gli scomparsi
- Prix Médicis étranger: 2007 vincitore con Gli scomparsi
- Prix du Meilleur livre étranger: 2020 vincitore nella categoria "Saggio" con Three rings: a tale of exile, narrative and fate[7]
- Premio Malaparte: 2022[8]